# Microcallis
Microcallis es un género de hongos en la familia Chaetothyriaceae.